# Cory Gardner
Cory Scott Gardner, född 22 augusti 1974 i Yuma i Colorado, är en amerikansk republikansk politiker. Han var ledamot av USA:s senat från 2015 till 2021. Innan dess var han ledamot av USA:s representanthus 2011–2015.
Gardner avlade 1997 kandidatexamen vid Colorado State University och 2001 juristexamen vid University of Colorado Law School. Gardner besegrade sittande kongressledamoten Betsy Markey i mellanårsvalet i USA 2010.
I mellanårsvalet i USA 2014 besegrade Gardner sittande senatorn Mark Udall.
Enligt Politico, "Gardner är tillförlitligt konservativ på de flesta andra frågor än invandring."
Under 2014, stödde National Rifle Association (NRA) Gardner och gav honom ett "A" betyg för att vara "den enda kandidaten i den här tävlingen som kommer att stödja rättigheter för Colorados laglydiga vapenägare och idrottsmän," enligt Chris W. Cox. Från och med 2017, har Gardner fått 3.8 miljoner dollar i donationer från NRA.
Som svar på masskjutningen i Las Vegas 2017, begärde Gardner att masskjutningen inte skulle "politiseras" och erbjöd tankar och böner till offren.
Enligt en nyligen opinionsundersökning från Morning Consult, var Cory Gardners godkännande betyg från och med januari 2017, 38 procent och hans icke-godkännande betyg var 37 procent. Gardner ansågs vara en av de mest sårbara senatorerna som sökte omval år 2020. Gardner förlorade sitt omval år 2020 till John Hickenlooper, Colorados tidigare guvernör.

## USA:s senat

### Val

#### 2014
Gardner var den republikanska kandidaten till senaten och besegrade snävt sittande senatorn Mark Udall i valet, 48 procent till 46 procent. 

#### 2020
Gardner kandiderade för omval 2020. Han var "på ett avgörande sätt bundit sitt omval till president Donald Trump." I februari 2020 rankade det politiska nyhetsbrevet Sabatos Crystal Ball valet "lutar demokratiskt". Gardner mötte demokraten John Hickenlooper, Colorados tidigare guvernör.